# Caulastrocecis furfurella
Caulastrocecis furfurella är en fjärilsart som beskrevs av Otto Staudinger 1871. Caulastrocecis furfurella ingår i släktet Caulastrocecis och familjen stävmalar. Inga underarter finns listade i Catalogue of Life.